# HD 73526 c
HD 73526 c是一個位於船帆座的太陽系外行星，距離母恆星約1.05天文單位。基於它的質量，它屬於氣體巨行星。因為它和母恆星的距離和母恆星光度高於太陽，它接受的照射量是金星的84%。
HD 73526 c 和 HD 73526 b 有 2:1 的軌道共振，類似的狀況也發生在格利澤876的行星格利泽876b和格利泽876c。